# Muralles de Coll de Nargó
Les Muralles de Coll de Nargó és una obra de Coll de Nargó (Alt Urgell) declarada Bé Cultural d'Interès Nacional.

## Descripció
De les antigues muralles de Coll de Nargó es conserven restes d'alguna porta d'entrada, a la part més antiga del poble, situat sobre rocam. Un dels portals estava situat al començament de l'actual carrer del Roser, i un altre, al final d'aquest mateix carrer donant a la plaça del Cap del Roc. Les cases feien cos amb les muralles.